# 장 1세 드 라마르슈 백작

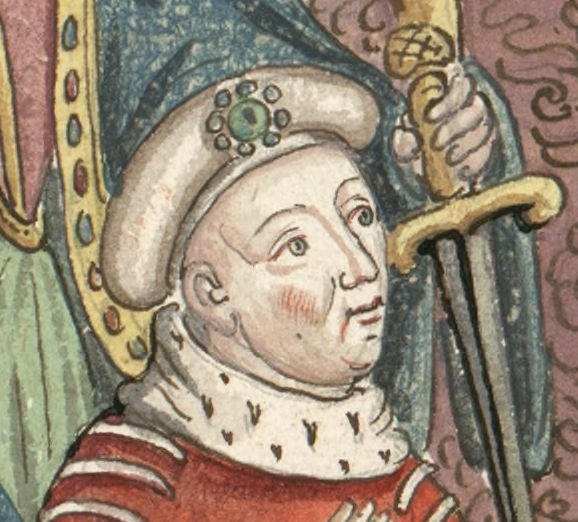
장 1세

장 1세 드 부르봉(Jean Ier de Bourbon)은 라마르슈 백작이며 몽투아르가의 카트린 드 방돔 여백작과 혼인하여 명예 방돔 백작(장 7세)이었다.